# Pietro Loredan
Pietro Loredan (Venecija, 1481. – Venecija, 3. svibnja 1570.) iz plemićke obitelji Loredan, bio je 84. dužd Mletačke Republike, vladajući od 1567. do svoje smrti 1570. godine.

## Životopis

### Rani život i brak
Pietro Loredan rođen je u Veneciji 1481. godine kao treći sin Alvisea Loredana i Isabelle Barozzi.
Prvo se oženio Marijom Pasqualigo, a onda se 1517. oženio Lucrezijom Cappello, iz grane Santa Maria Mater Domini - iste kao i poznata Bianca Capello. Pietro i Lucrezia imali su samo jednog sina, Alvisea Loredana (1521. – 93.), koji se oženio Elenom Emo i nastavio lozu s brojnim potomstvom. Bogatstvo, nekretnine i zemljište u Veneciji te na teritorijima Padove i Trevisa podijelili su brojni potomci koji su nastavili kao sjedište koristiti palaču u Rio della Frescadi.

### Politička karijera
Pietro je imao intenzivnu, ali ne nužno prestižnu karijeru, koju je pratio brigom o komercijalnim interesima, prema obiteljskoj tradiciji. Prisutan 1509. i 1510. u obrani Padove i Trevisa, u javnom životu debitirao je 1510. kao sopracomito. U travnju 1511. izabran je za senatora. Intervenirao je u Senatu, tražeći smanjenje iznosa koji su Židovi morali platiti za svoje "ponašanje", i presudio u korist saveza s Francuskom, također voljan prodati gradove Cremona i Ghiara d'Adda u zamjenu za druge teritorije. 1513. ponovno je otišao braniti Padovu i Treviso i, raspoloživ za vojne uloge, ponudio je da popuni mjesta administratora Stratiota i guvernera Adrije. Pietro je odbio imenovanje konzulom u Aleksandriji 1516. godine, kada je intenzivirao svoju poduzetničku aktivnost: 1517. godine, zajedno sa svojom braćom, naoružao je brod za prijevoz hodočasnika u Svetu zemlju, a sljedeće je godine aleksandrijskoj ruti postavio trgovačku liniju. Posao ga, međutim, nije odvratio od javne službe, što dokazuju razne kandidature i imenovanje u Vijeće mudraca, dok mu je financijsko bogatstvo omogućilo da uđe u odbor jamaca Banke Priuli. 1545. bio je jedan od devet birača dužda Francesca Donà; između 1546. i 1549. kandidirao se nekoliko puta za Vijeće desetorice u koje je, nakon još jednog boravka u Senatu, ušao početkom 1550. godine, postavši njegov šef. Tada je postao vojvodski vijećnik okruga Dorsoduro. 1550-ih Pietro je učvrstio svoj osobni prestiž: marljivo je sjedio u Senatu, Vijeću desetorice, kao i u Signoriji kao vojvodski savjetnik. 1559. bio je uvršten među četrdeset i jednog birača dužda Girolama Priulija. Između 1560. i 1562. nastavio je zauzimati važne položaje.

### Vladavina
29. studenoga 1567. Pietro je izabran za dužda, što ga je iznenadilo. "Čovjek od 85 godina, ali vrlo napredan", napisao je o njemu papinski nuncij Giovanni Antonio Facchinetti, koji će kasnije postati papa Inocent IX. Smatran likom male političke važnosti, njegova je vladavina smatrana najprikladnijom jer je bila prolazna i politički bezopasna. Vjeran i moralno uspravan, obrazovan i neobične mudrosti, Pietro, na početku nevoljan, u dvije i pol godine svoje vladavine pokazao je prepoznate darove ravnoteže i razboritosti. Iako se znalo da je "dobre volje, ali slabo poznaje pitanja javne uprave", neki kroničari istaknuli su da će država, ako se poslušaju njegovi savjeti u dramatičnim okolnostima tih godina, imati koristi. Nakon njegova izbora, osmanske prijetnje venecijanskom Cipru sve su više rasle, toliko da su privremeno ugušile sporove sudske naravi između Venecije i Svete Stolice. Pietro je pokazao snažnu predanost suočavanju s glađu koja je pogodila Veneciju tijekom njegove vladavine, kao i s vatrom koja je 1569. opustošila Arsenal. U proljeće 1570. godine Osmanlije su pojačale pripreme za rat protiv Cipra, koji se Venecija spremala braniti.

### Smrt
Klima napetosti oslabila je tjelesnu građu Pietra, koji je, pogođen bolešću, obolio od groznice i umro nakon devet dana, 3. svibnja 1570. Vijest je bila skrivena nekoliko dana, "kako državni pregovarači ne bi patili", napisao je papinski nuncij. Senat se sastao iznimno, u odsustvu dužda, radi rješavanja hitnih slučajeva i, neobičnim postupkom, požurio je imenovanje njegova nasljednika Alvisea I. Moceniga, koji je izabran 9. svibnja. 7. svibnja državni je sprovod održan u San Marcu, umjesto u Santi Giovanni e Paolo, zbog lošeg vremena. Tijelo dužda Pietra Loredana odneseno je u klaustar crkve San Giobbe i pokopano u obiteljskoj arci.
Druga teorija o njegovoj smrti je da je Loredan mirnom smrću umro u svojoj vili u istočnoj Italiji. Tamo su ga sluge hranile grožđem, a dok je jeo, ljubavnica je pokušala započeti razgovor s njim, navodeći Loredana da se uguši u njegovom grožđu. Pokušali su mu izbaciti grožđe iz grla, ali bezuspješno.
Pietra Loredana u Duždevoj palači prikazali su Domenico Tintoretto na slici postavljenoj u senatskoj sali, a Jacopo Tintoretto na onoj u sali Scrutinio.